# Aluminiumfolie

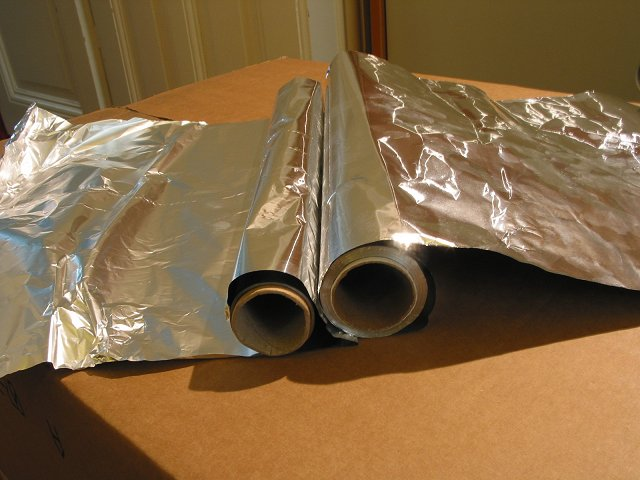
Aluminiumfolie.

Aluminiumfolie är en folie (0,010-0,015 mm tjock) av aluminium som används i hushåll och på restauranger för att:  
- Skydda mat, som ett alternativ till plastfolie.
- Skydda mat, vid tillredning i ugn. Maten kan vikas in helt i ett aluminiumfoliepaket med "allt-i-ett" tex fisk-smör-citron-kryddor eller så kan en form med mat täckas över för att inte ytan skall bli för bränd.

Aluminiumfolien har en blank och en matt sida, där den blanka sidan reflekterar värme bättre. För värmehållning i matlagning är dock skillnaden mellan den blanka och den matta ytan försumbar vilket gör att det egentligen kvittar vilken sida som är vänd mot maten. Skillnaderna i utseende på de två olika ytorna är ett resultat av tillverkningsprocessen där folien valsas ut parvis. Folien kan även användas i paketering av livsmedel och då kan aluminiumfolien bakas ihop med papper eller polyester. Aluminiumfolie har idag nästan helt ersatt stanniol - vilket är en tennfolie. Folien finns i varierande tjocklekar, bredder och längder. Folien finns även som tejp - aluminiumtejp, vilken har skiftande användningsområden.

## Att bita i aluminiumfolie
Att bita i aluminiumfolie kan upplevas smärtsamt för människor med metalliska lagningar i tänderna. När man biter i folien kan den komma i kontakt med guld- eller kvicksilverfyllningar i tanden. När den elektrokemiska laddningen i respektive metaller skiljer sig åt i en saltig fuktig miljö, börjar elektroner vandra mellan metallerna. En elektrisk ström bildas och fortplantar sig genom fyllningen ner till nerverna i tandroten, vilka registrerar smärta . Samma mekanism ligger till grund för det första batteriet, Voltas stapel.